# کنجی نومورا
کنجی نومورا (انگلیسی: Kenji Nomura; ۲۳ ژوئیهٔ ۱۹۷۰ – ) صداپیشگی در ژاپن اهل ژاپن بود.